# Sabe a ti
Sabe a ti é um álbum de estúdio da boy band porto-riquenha MDO, lançado no ano 2008, pela gravadora Machete Music. A formação incluía Daniel Rodríguez, Elliot Suro, Lorenzo Duarte, Luis Montes. O álbum foi produzido por Carlos Pauca e Pablo de Laloza.
Como forma de divulgação o grupo iniciou uma turnê promocional que tinha como planos passar por países como Porto Rico, Miami, México, El Salvador e outros países da América Latina.
O álbum teve como único single a faixa "No que nada", lançada em 2008, que alcançou posições modestas nas paradas da Billboard, Hot Latin Songs e Latin Pop Airplay. Recebeu críticas favoráveis, com destaque para a avaliação de Evan C. Gutierrez, do AllMusic, que elogiou as harmonias vocais e a execução técnica, e a de Mario Tarradell, do jornal The Press Democrat, que destacou a maturidade do trabalho em comparação aos álbuns anteriores.

## Antecedentes
Em 2007, o programa Making Menudo, da MTV, selecionou novos integrantes para revitalizar o conceito do icônico grupo juvenil que foi um fenômeno fonográfico nos anos 1980. Essa nova formação, porém, não teve qualquer vínculo com Edgardo Díaz, criador original do Menudo e do MDO. Curiosamente, foi criada enquanto o MDO, considerado uma evolução natural do Menudo com apenas uma alteração no nome, ainda existia como uma entidade separada.  Díaz, por sua vez, conseguiu assinar com outro selo para o MDO, trazendo o grupo de volta à luz pública. Por volta dessa época, o novo Menudo lançou um EP com quatro faixas, duas em espanhol e duas em inglês.
Devido aos lançamentos na mesma época, houve comparações com o MDO, embora o grupo negasse qualquer forma de rivalidade. Lorenzo Duarte, integrante do MDO, afirmou em entrevista: "Antes de tudo, acredito que há espaço para todos (...) O MDO tem uma trajetória impecável desde que lançou seu primeiro disco (...) Nós nos destacamos por fazer boa música. E somos os originais. Somos a segunda geração, mas somos os originais. Quanto ao Menudo, desejamos o melhor para eles. Eles são mais jovens, nós somos mais adultos. A música deles é outra proposta, no estilo R&B americano, e eles vão tentar adaptá-la ao espanhol também".

## Produção e gravação
O álbum foi produzido por Carlos Pauca e Pablo de Laloza, juntamente com Alejandro Jaén, respeitados produtores que colaboraram em projetos musicais de artistas como Shakira, Santana, Enrique Iglesias e a cantora e compositora americana Jewel, entre outros. Diferente das versões anteriores, os integrantes tocam seus próprios instrumentos e participam ativamente do processo criativo, trazendo autenticidade ao trabalho. Nas gravações, Luis tocou percussão, Daniel e Elliot tocam guitarras, e Lorenzo toca piano e guitarra.
A lista de faixas inclui uma versão cover de "Solo pienso en ti", música interpretada pelo ator venezuelano Guillermo Dávila na telenovela Ligia Elena, de 1982. Segundo Lorenzo: "O arranjo ficou bem atual (...) Essa música ficou com o Elliot. Para mim, coube "Soy como soy"". O artista ainda acrescentou que o álbum buscou evidenciar a maturidade vocal de cada integrante,  e disse: "Além de trazermos letras mais maduras, houve uma mudança de conceito e de som. É menos 'orquestrado', mais pop rock, com mais guitarras elétricas e baterias. Essa mudança é perceptível em músicas como "Mi corazón", "Si me quisieras" e "Quién". É um disco mais natural", explicou Lorenzo.

## Singles
Apenas uma canção foi lançada como single, a faixa "No que nada", que foi lançada em 2008 em um CD Promo. Na parada musical da revista Billboard, Hot Latin Songs, estreou na posição de número 47, em 8 de março de 2008, e atingiu o pico na posição de número 44, em 5 de abril do esmo ano. Na parada Latin Pop Airplay, da mesma revista, atingiu a posição de número 16.
Na lista "Latin Pop" da revista Radio & Records, estreou na posição de número 37, em 22 de fevereiro de 2008, atingindo seu pico na lista em 7 de março de 2008, na posição de número 28.

## Recepção crítica
| Críticas profissionais | Críticas profissionais |
| Avaliações da crítica  | Avaliações da crítica  |
| Fonte                  | Avaliação              |
| ---------------------- | ---------------------- |
| AllMusic               | [ 13 ]                 |
| The Press Democrat     | Favorável              |

As resenhas dos críticos especializados em música foram favoráveis.
Evan C. Gutierrez, crítico do site AllMusic, avaliou com três estrelas e meia de cinco e escreveu que a qualidade técnica do álbum é evidente. Segundo ele, as harmonias vocais são bem trabalhadas e os arranjos perfeitamente executados. Contudo, ressaltou que apesar de ser um disco sólido e sem faixas ruins, o grupo sacrificou personalidade em troca de perfeição. Além disso, observou que o estilo do álbum soava datado para o público norte-americano, mas considerou essa característica comum no gênero, concluindo que, embora não seja excepcional, o trabalho é consistente e cumpre bem seu propósito.
Em reportagem para o jornal The Press Democrat, Mario Tarradell escreveu que o álbum tinha como objetivo apagar a imagem que a maioria das pessoas tinham de "rapazes fofos cantando e dançando". Ele afirmou que o disco traz canções pop refinadas, escritas por músicos de longa data da música latina e que o trabalho tem um toque mais adulto quando comparado aos discos que o antecederam, ao mesmo tempo que utiliza fórmulas musicais que agradam aos jovens.

## Lista de faixas
- Créditos adaptados do encarte do álbum Sabe a ti, de 2008.[15]

| Sabe a ti |                          |         |  |
| N.º       | Título                   | Duração |  |
| 1.        | "Si Me Quisieras"        | 3:41    |  |
| 2.        | "Sabe A Tí"              | 3:54    |  |
| 3.        | "Quien"                  | 4:25    |  |
| 4.        | "No Queda Nada"          | 3:47    |  |
| 5.        | "Mi Corazón"             | 3:06    |  |
| 6.        | "Dime Cuando y Donde"    | 3:26    |  |
| 7.        | "Si Tuviera Que Decidir" | 3:58    |  |
| 8.        | "Soy Como Soy"           | 3:40    |  |
| 9.        | "Solo Pienso En Tí"      | 3:10    |  |
| 10.       | "Una Noche De Amor"      | 3:51    |  |
| 11.       | "Condenado"              | 4:39    |  |